# هارون كلاين
هارون كلاين (بالإنجليزية: Aaron Klein)‏ هو مقدم برامج إذاعية وصحفي أمريكي، ولد في 1980 في الولايات المتحدة.

## وصلات خارجية
- الموقع الرسمي